# Coupe du monde de VTT 2021
Navigation
2020 2022
La Coupe du monde de VTT 2021 est la 31e édition de la Coupe du monde de VTT. Cette édition comprend quatre disciplines : cross-country, cross-country eliminator, cross-country à assistance électrique (E-Mountain Bike) et descente. Les épreuves de cross-country eliminator et à assistance électrique se déroulent indépendamment des épreuves de cross-country et de descente, en des lieux et des dates différents. 
Comme la saison précédente, chaque manche de cross-country élites est précédée d'une épreuve Short Track (XCC) dont les résultats octroient des points au classement général et servent à déterminer la grille de départ de la course.
Le calendrier comporte 6 manches pour le cross-country et la descente, 7 pour le cross-country eliminator et 9 pour le cross-country à assistance électrique.

## Cross-country

### Hommes

#### Élites
| # | Date         | Lieu         | Vainqueur           | Deuxième             | Troisième         | Leader du général    |
| - | ------------ | ------------ | ------------------- | -------------------- | ----------------- | -------------------- |
| 1 | 9 mai        | Albstadt,    | Victor Koretzky     | Nino Schurter        | Mathias Flückiger | Victor Koretzky      |
| 1 | 9 mai        | Albstadt,    | 1 h 20 min 23 s     | + 2 s                | + 23 s            | Victor Koretzky      |
| 2 | 16 mai       | Nove Mesto,  | Tom Pidcock         | Mathieu van der Poel | Mathias Flückiger | Mathieu van der Poel |
| 2 | 16 mai       | Nove Mesto,  | 1 h 20 min 55 s     | + 1 min 0 s          | + 1 min 15 s      | Mathieu van der Poel |
| 3 | 13 juin      | Leogang,     | Mathias Flückiger   | Ondřej Cink          | Anton Cooper      | Mathias Flückiger    |
| 3 | 13 juin      | Leogang,     | 1 h 15 min 50 s     | + 14 s               | + 45 s            | Mathias Flückiger    |
| 4 | 4 juillet    | Les Gets,    | Mathias Flückiger   | Ondřej Cink          | Jordan Sarrou     | Mathias Flückiger    |
| 4 | 4 juillet    | Les Gets,    | 1 h 27 min 33 s     | + 25 s               | + 35 s            | Mathias Flückiger    |
| 5 | 5 septembre  | Lenzerheide, | Victor Koretzky     | Nino Schurter        | Mathias Flückiger | Mathias Flückiger    |
| 5 | 5 septembre  | Lenzerheide, | 1 h 18 min 23 s     | + 2 s                | + 9 s             | Mathias Flückiger    |
| 6 | 19 septembre | Snowshoe,    | Christopher Blevins | Vlad Dascalu         | Ondrej Cink       | Mathias Flückiger    |
| 6 | 19 septembre | Snowshoe,    | 1 h 15 min 14 s     | + 9 s                | + 20 s            | Mathias Flückiger    |

| Pos | Cycliste          | Pts  |
| --- | ----------------- | ---- |
| 1.  | Mathias Flückiger | 1573 |
| 2.  | Victor Koretzky   | 1310 |
| 3.  | Ondrej Cink       | 1309 |
| 4.  | Nino Schurter     | 1182 |
| 5.  | Jordan Sarrou     | 1085 |
| 6.  | Alan Hatherly     | 978  |
| 7.  | Vlad Dascalu      | 804  |
| 8.  | Anton Cooper      | 795  |
| 9.  | Milan Vader       | 762  |
| 10. | Thomas Griot      | 728  |

| # | Date         | Lieu        | Vainqueur            |
| - | ------------ | ----------- | -------------------- |
| 1 | 7 mai        | Albstadt    | Mathieu van der Poel |
| 2 | 14 mai       | Nove Mesto  | Mathieu van der Poel |
| 3 | 11 juin      | Leogang     | Mathias Flückiger    |
| 4 | 2 juillet    | Les Gets    | Mathias Flückiger    |
| 5 | 3 septembre  | Lenzerheide | Henrique Avancini    |
| 6 | 17 septembre | Snowshoe    | Victor Koretzky      |

#### Espoirs
| # | Date         | Lieu         | Vainqueur        | Deuxième         | Troisième        | Leader du général |
| - | ------------ | ------------ | ---------------- | ---------------- | ---------------- | ----------------- |
| 1 | 8 mai        | Albstadt,    | Carter Woods     | David List       | Simone Avondetto | Carter Woods      |
| 1 | 8 mai        | Albstadt,    | 1 h 11 min 49 s  | + 6 s            | + 17 s           | Carter Woods      |
| 2 | 15 mai       | Nove Mesto,  | Carter Woods     | Riley Amos       | Alexandre Balmer | Carter Woods      |
| 2 | 15 mai       | Nove Mesto,  | 1 h 23 min 44 s  | + 1 min 55 s     | + 2 min 21 s     | Carter Woods      |
| 3 | 13 juin      | Leogang,     | Riley Amos       | Martin Vidaurre  | Joel Roth        | Carter Woods      |
| 3 | 13 juin      | Leogang,     | 1 h 8 min 26 s   | + 12 s           | + 49 s           | Carter Woods      |
| 4 | 4 juillet    | Les Gets,    | Simone Avondetto | Martin Vidaurre  | Juri Zanotti     | Simone Avondetto  |
| 4 | 4 juillet    | Les Gets,    | 1 h 12 min 25 s  | + 14 s           | + 40 s           | Simone Avondetto  |
| 5 | 5 septembre  | Lenzerheide, | Martin Vidaurre  | Juri Zanotti     | Joel Roth        | Carter Woods      |
| 5 | 5 septembre  | Lenzerheide, | 1 h 9 min 24 s   | + 16 s           | + 35 s           | Carter Woods      |
| 6 | 19 septembre | Snowshoe,    | Martin Vidaurre  | Simone Avondetto | Joel Roth        | Martin Vidaurre   |
| 6 | 19 septembre | Snowshoe,    | 1 h 5 min 56 s   | + 11 s           | + 33 s           | Martin Vidaurre   |

| Pos | Cycliste         | Pts |
| --- | ---------------- | --- |
| 1.  | Martin Vidaurre  | 320 |
| 2.  | Simone Avondetto | 310 |
| 3.  | Joel Roth        | 290 |
| 4.  | Carter Woods     | 256 |
| 5.  | Juri Zanotti     | 241 |

### Femmes

#### Élites
| # | Date         | Lieu         | Vainqueur       | Deuxième               | Troisième         | Leader du général      |
| - | ------------ | ------------ | --------------- | ---------------------- | ----------------- | ---------------------- |
| 1 | 9 mai        | Albstadt,    | Loana Lecomte   | Pauline Ferrand-Prévot | Haley Batten      | Pauline Ferrand-Prévot |
| 1 | 9 mai        | Albstadt,    | 1 h 21 min 38 s | + 53 s                 | + 1 min 15 s      | Pauline Ferrand-Prévot |
| 2 | 16 mai       | Nove Mesto,  | Loana Lecomte   | Haley Batten           | Rebecca McConnell | Loana Lecomte          |
| 2 | 16 mai       | Nove Mesto,  | 1 h 25 min 13 s | + 1 min 39 s           | + 1 min 51 s      | Loana Lecomte          |
| 3 | 13 juin      | Leogang,     | Loana Lecomte   | Jenny Rissveds         | Laura Stigger     | Loana Lecomte          |
| 3 | 13 juin      | Leogang,     | 1 h 17 min 3 s  | + 1 min 48 s           | + 1 min 50 s      | Loana Lecomte          |
| 4 | 4 juillet    | Les Gets,    | Loana Lecomte   | Jenny Rissveds         | Evie Richards     | Loana Lecomte          |
| 4 | 4 juillet    | Les Gets,    | 1 h 27 min 23 s | + 51 s                 | + 1 min 10 s      | Loana Lecomte          |
| 5 | 5 septembre  | Lenzerheide, | Evie Richards   | Rebecca McConnell      | Jenny Rissveds    | Loana Lecomte          |
| 5 | 5 septembre  | Lenzerheide, | 1 h 19 min 16 s | + 19 s                 | + 58 s            | Loana Lecomte          |
| 6 | 19 septembre | Snowshoe,    | Evie Richards   | Rebecca McConnell      | Anne Tauber       | Loana Lecomte          |
| 6 | 19 septembre | Snowshoe,    | 1 h 14 min 53 s | + 1 min 31 s           | + 1 min 54 s      | Loana Lecomte          |

| Pos | Cycliste               | Pts  |
| --- | ---------------------- | ---- |
| 1.  | Loana Lecomte          | 1550 |
| 2.  | Evie Richards          | 1310 |
| 3.  | Jenny Rissveds         | 1275 |
| 4.  | Rebecca McConnell      | 1215 |
| 5.  | Sina Frei              | 1110 |
| 6.  | Linda Indergand        | 1018 |
| 7.  | Pauline Ferrand-Prévot | 990  |
| 8.  | Haley Batten           | 920  |
| 9.  | Anne Tauber            | 849  |
| 10. | Anne Terpstra          | 845  |

| # | Date         | Lieu        | Vainqueur              |
| - | ------------ | ----------- | ---------------------- |
| 1 | 7 mai        | Albstadt    | Pauline Ferrand-Prévot |
| 2 | 14 mai       | Nove Mesto  | Haley Batten           |
| 3 | 11 juin      | Leogang     | Loana Lecomte          |
| 4 | 2 juillet    | Les Gets    | Pauline Ferrand-Prévot |
| 5 | 3 septembre  | Lenzerheide | Jenny Rissveds         |
| 6 | 17 septembre | Snowshoe    | Evie Richards          |

#### Espoirs
| # | Date         | Lieu         | Vainqueur          | Deuxième      | Troisième         | Leader du général  |
| - | ------------ | ------------ | ------------------ | ------------- | ----------------- | ------------------ |
| 1 | 8 mai        | Albstadt,    | Mona Mitterwallner | Caroline Bohé | Blanka Vas        | Mona Mitterwallner |
| 1 | 8 mai        | Albstadt,    | 1 h 8 min 2 s      | + 2 min 38 s  | + 3 min 49 s      | Mona Mitterwallner |
| 2 | 15 mai       | Nove Mesto,  | Mona Mitterwallner | Caroline Bohé | Blanka Vas        | Mona Mitterwallner |
| 2 | 15 mai       | Nove Mesto,  | 1 h 25 min 21 s    | + 2 s         | + 1 min 17 s      | Mona Mitterwallner |
| 3 | 13 juin      | Leogang,     | Mona Mitterwallner | Blanka Vas    | Caroline Bohé     | Mona Mitterwallner |
| 3 | 13 juin      | Leogang,     | 1 h 6 min 30 s     | + 1 min 1 s   | + 1 min 26 s      | Mona Mitterwallner |
| 4 | 4 juillet    | Les Gets,    | Mona Mitterwallner | Caroline Bohé | Leonie Daubermann | Mona Mitterwallner |
| 4 | 4 juillet    | Les Gets,    | 1 h 9 min 47 s     | + 3 min 8 s   | + 3 min 56 s      | Mona Mitterwallner |
| 5 | 5 septembre  | Lenzerheide, | Mona Mitterwallner | Caroline Bohé | Savilia Blunk     | Mona Mitterwallner |
| 5 | 5 septembre  | Lenzerheide, | 1 h 8 min 35 s     | + 1 min 47 s  | + 2 min 21 s      | Mona Mitterwallner |
| 6 | 19 septembre | Snowshoe     | Mona Mitterwallner | Caroline Bohé | Savilia Blunk     | Mona Mitterwallner |
| 6 | 19 septembre | Snowshoe     | 1 h 3 min 58 s     | + 2 min 49 s  | + 3 min 20 s      | Mona Mitterwallner |

| Pos | Cycliste           | Pts |
| --- | ------------------ | --- |
| 1.  | Mona Mitterwallner | 540 |
| 2.  | Caroline Bohé      | 400 |
| 3.  | Blanka Vas         | 260 |
| 4.  | Leonie Daubermann  | 215 |
| 5.  | Puck Pieterse      | 180 |

## Descente

### Hommes

#### Élites
| # | Date         | Lieu         | Vainqueur       | Deuxième        | Troisième        | Leader du général |
| - | ------------ | ------------ | --------------- | --------------- | ---------------- | ----------------- |
| 1 | 12 juin      | Leogang,     | Troy Brosnan    | Thibaut Dapréla | Amaury Pierron   | Troy Brosnan      |
| 2 | 3 juillet    | Les Gets,    | Thibaut Dapréla | Max Hartenstern | Baptiste Pierron | Thibaut Dapréla   |
| 3 | 15 août      | Maribor,     | Loris Vergier   | Thibaut Dapréla | Laurie Greenland | Thibaut Dapréla   |
| 4 | 4 septembre  | Lenzerheide, | Loris Vergier   | Loïc Bruni      | Thibaut Dapréla  | Thibaut Dapréla   |
| 5 | 15 septembre | Snowshoe     | Reece Wilson    | Loïc Bruni      | Loris Vergier    | Thibaut Dapréla   |
| 6 | 18 septembre | Snowshoe     | Loïc Bruni      | Troy Brosnan    | Angel Suarez     | Loïc Bruni        |

| Pos | Cycliste         | Pts |
| --- | ---------------- | --- |
| 1.  | Loïc Bruni       | 877 |
| 2.  | Thibaut Dapréla  | 752 |
| 3.  | Loris Vergier    | 713 |
| 4.  | Troy Brosnan     | 666 |
| 5.  | Reece Wilson     | 637 |
| 6.  | Amaury Pierron   | 552 |
| 7.  | Laurie Greenland | 549 |
| 8.  | Benoît Coulanges | 538 |
| 9.  | Danny Hart       | 535 |
| 10. | Angel Suarez     | 465 |

#### Juniors
| # | Date         | Lieu         | Vainqueur         | Deuxième          | Troisième             | Leader du général |
| - | ------------ | ------------ | ----------------- | ----------------- | --------------------- | ----------------- |
| 1 | 13 juin      | Leogang      | Pau Meneyo        | Jackson Goldstone | Dennis Luffman        | Pau Meneyo        |
| 2 | 4 juillet    | Les Gets     | Jackson Goldstone | Jordan Williams   | Lachlan Stevens-McNab | Jackson Goldstone |
| 3 | 15 août      | Maribor      | Jackson Goldstone | Jordan Williams   | Lachlan Stevens-McNab | Jackson Goldstone |
| 4 | 4 septembre  | Lenzerheide, | Jackson Goldstone | Pau Meneyo        | James MacDermid       | Jackson Goldstone |
| 5 | 15 septembre | Snowshoe,    | Jordan Williams   | Jackson Goldstone | Tristan Lemire        | Jackson Goldstone |
| 6 | 18 septembre | Snowshoe,    | Jordan Williams   | Jackson Goldstone | Oisin O'Callaghan     | Jackson Goldstone |

| Pos | Cycliste              | Pts |
| --- | --------------------- | --- |
| 1.  | Jackson Goldstone     | 300 |
| 2.  | Jordan Williams       | 250 |
| 3.  | Pau Meneyo            | 146 |
| 4.  | Lachlan Stevens-McNab | 110 |
| 5.  | Tristan Lemire        | 103 |

### Femmes

#### Élites
| # | Date         | Lieu         | Vainqueur        | Deuxième         | Troisième        | Leader du général |
| - | ------------ | ------------ | ---------------- | ---------------- | ---------------- | ----------------- |
| 1 | 12 juin      | Leogang,     | Camille Balanche | Valentina Höll   | Monika Hrastnik  | Camille Balanche  |
| 2 | 3 juillet    | Les Gets,    | Tahnée Seagrave  | Myriam Nicole    | Camille Balanche | Camille Balanche  |
| 3 | 15 août      | Maribor,     | Myriam Nicole    | Eleonora Farina  | Camille Balanche | Myriam Nicole     |
| 4 | 4 septembre  | Lenzerheide, | Myriam Nicole    | Tahnée Seagrave  | Valentina Höll   | Myriam Nicole     |
| 5 | 15 septembre | Snowshoe     | Valentina Höll   | Camille Balanche | Marine Cabirou   | Myriam Nicole     |
| 6 | 18 septembre | Snowshoe     | Valentina Höll   | Marine Cabirou   | Camille Balanche | Valentina Höll    |

| Pos | Cycliste            | Pts  |
| --- | ------------------- | ---- |
| 1.  | Valentina Höll      | 1125 |
| 2.  | Myriam Nicole       | 1079 |
| 3.  | Camille Balanche    | 1065 |
| 4.  | Tahnée Seagrave     | 936  |
| 5.  | Marine Cabirou      | 691  |
| 6.  | Eleonora Farina     | 658  |
| 7.  | Monika Hrastnik     | 587  |
| 8.  | Mille Johnset       | 515  |
| 9.  | Nina Hoffmann       | 333  |
| 10. | Emilie Siegenthaler | 320  |

#### Juniors
| # | Date         | Lieu         | Vainqueur       | Deuxième            | Troisième            | Leader du général |
| - | ------------ | ------------ | --------------- | ------------------- | -------------------- | ----------------- |
| 1 | 13 juin      | Leogang      | Sophie Gutohrle | Leona Pierrini      | Izabela Yankova      | Sophie Gutohrle   |
| 2 | 4 juillet    | Les Gets     | Phoebe Gale     | Izabela Yankova     | Anastasia Thiele     | Phoebe Gale       |
| 3 | 15 août      | Maribor      | Phoebe Gale     | Izabela Yankova     | Aina Gonzalez Grimau | Phoebe Gale       |
| 4 | 4 septembre  | Lenzerheide, | Izabela Yankova | Gracey Hemstreet    | Kine Haugom          | Izabela Yankova   |
| 5 | 15 septembre | Snowshoe,    | Izabela Yankova | Phoebe Gale         | Siel van der Velden  | Izabela Yankova   |
| 6 | 18 septembre | Snowshoe,    | Izabela Yankova | Siel van der Velden | Ella Erickson        | Izabela Yankova   |

| Pos | Cycliste            | Pts |
| --- | ------------------- | --- |
| 1.  | Izabela Yankova     | 280 |
| 2.  | Phoebe Gale         | 170 |
| 3.  | Sophie Gutohrle     | 70  |
| 4.  | Siel van der Velden | 60  |
| 5.  | Leona Pierrini      | 50  |

## Cross-country eliminator

### Hommes
| # | Date         | Lieu           | Vainqueur             | Deuxième          | Troisième             | Leader du général |
| - | ------------ | -------------- | --------------------- | ----------------- | --------------------- | ----------------- |
| 1 | 8 août       | Louvain        | Simon Gegenheimer     | Jeroen van Eck    | Titouan Perrin-Ganier | Simon Gegenheimer |
| 2 | 15 août      | Audenarde      | Lorenzo Serres        | Simon Gegenheimer | Anton Olstam          | Simon Gegenheimer |
| 3 | 22 août      | Valkenswaard   | Jeroen van Eck        | Anton Olstam      | Simon Gegenheimer     | Simon Gegenheimer |
| 4 | 12 septembre | Winterberg     | Titouan Perrin-Ganier | Jeroen van Eck    | Lorenzo Serres        | Jeroen van Eck    |
| 5 | 17 septembre | Jablines-Annet | Titouan Perrin-Ganier | Simon Gegenheimer | Jeroen van Eck        | Jeroen van Eck    |
| 6 | 2 octobre    | Barcelone      | Jeroen van Eck        | Simon Gegenheimer | Lorenzo Serres        | Jeroen van Eck    |

| Pos | Cycliste                | Pts |
| --- | ----------------------- | --- |
| 1.  | Jeroen van Eck          | 331 |
| 2.  | Simon Gegenheimer       | 300 |
| 3.  | Titouan Perrin-Ganier   | 249 |
| 4.  | Lorenzo Serres          | 239 |
| 5.  | Anton Olstam            | 192 |
| 6.  | Jay Bytebier            | 146 |
| 7.  | Felix Klausmann         | 141 |
| 8.  | Quentin Schrotzenberger | 100 |
| 9.  | Anton Birath            | 81  |
| 10. | Riyadh Hakim Bin Lukman | 80  |

### Femmes
| # | Date         | Lieu           | Vainqueur      | Deuxième          | Troisième         | Leader du général |
| - | ------------ | -------------- | -------------- | ----------------- | ----------------- | ----------------- |
| 1 | 8 août       | Louvain        | Gaia Tormena   | Lia Schrievers    | Marion Fromberger | Gaia Tormena      |
| 2 | 15 août      | Audenarde      | Gaia Tormena   | Lia Schrievers    | Ella Holmegård    | Gaia Tormena      |
| 3 | 22 août      | Valkenswaard   | Gaia Tormena   | Marion Fromberger | Ella Holmegård    | Gaia Tormena      |
| 4 | 12 septembre | Winterberg     | Gaia Tormena   | Lia Schrievers    | Marion Fromberger | Gaia Tormena      |
| 5 | 17 septembre | Jablines-Annet | Noémie Garnier | Lia Schrievers    | Marion Fromberger | Gaia Tormena      |
| 6 | 2 octobre    | Barcelone      | Gaia Tormena   | Marion Fromberger | Didi de Vries     | Gaia Tormena      |

| Pos | Cycliste           | Pts |
| --- | ------------------ | --- |
| 1.  | Gaia Tormena       | 450 |
| 2.  | Marion Fromberger  | 253 |
| 3.  | Lia Schrievers     | 218 |
| 4.  | Didi de Vries      | 198 |
| 5.  | Ella Holmegård     | 188 |
| 6.  | Chimène Boer       | 91  |
| 7.  | Noémie Garnier     | 90  |
| 8.  | Mariske Strauss    | 61  |
| 9.  | Sandra Jorda Pasco | 37  |
| 10. | Fanarak Partoazar  | 32  |

## Cross-country à assistance électrique

### Hommes
| # | Date         | Lieu             | Vainqueur      | Deuxième       | Troisième        | Leader du général |
| - | ------------ | ---------------- | -------------- | -------------- | ---------------- | ----------------- |
| 1 | 24 avril     | Monaco           | Jérôme Gilloux | Joris Ryf      | Hugo Pigeon      | Jérôme Gilloux    |
| 2 | 25 avril     | Monaco           | Jérôme Gilloux | Joris Ryf      | Hugo Pigeon      | Jérôme Gilloux    |
| 3 | 5 juin       | Bologne          | Jérôme Gilloux | Joris Ryf      | Francescu Camoin | Jérôme Gilloux    |
| 4 | 6 juin       | Bologne          | Jérôme Gilloux | Joris Ryf      | Andrea Garibbo   | Jérôme Gilloux    |
| 5 | 17 juillet   | Clermont-Ferrand | Joris Ryf      | Jérôme Gilloux | Théo Charmes     | Jérôme Gilloux    |
| 6 | 18 juillet   | Clermont-Ferrand | Joris Ryf      | Jérôme Gilloux | Théo Charmes     | Jérôme Gilloux    |
| 7 | 24 septembre | Gérone           | Jeroen van Eck | Jérôme Gilloux | Théo Charmes     | Jérôme Gilloux    |
| 8 | 25 septembre | Gérone           | Jérôme Gilloux | Joris Ryf      | Ismael Esteban   | Jérôme Gilloux    |
| 9 | 16 octobre   | Barcelone        | Jérôme Gilloux | Joris Ryf      | Théo Charmes     | Jérôme Gilloux    |

| Pos | Cycliste         | Pts |
| --- | ---------------- | --- |
| 1.  | Jérôme Gilloux   | 210 |
| 2.  | Joris Ryf        | 183 |
| 3.  | Théo Charmes     | 118 |
| 4.  | Jeroen van Eck   | 75  |
| 5.  | Francescu Camoin | 68  |

### Femmes
| # | Date         | Lieu             | Vainqueur           | Deuxième            | Troisième            | Leader du général |
| - | ------------ | ---------------- | ------------------- | ------------------- | -------------------- | ----------------- |
| 1 | 24 avril     | Monaco           | Sofia Wiedenroth    | Kathrin Stirnemann  | Karen Pepper         | Sofia Wiedenroth  |
| 2 | 25 avril     | Monaco           | Sofia Wiedenroth    | Mélanie Pugin       | Kathrin Stirnemann   | Sofia Wiedenroth  |
| 3 | 5 juin       | Bologne          | Nathalie Schneitter | Mélanie Pugin       | Karen Pepper         | Mélanie Pugin     |
| 4 | 6 juin       | Bologne          | Mélanie Pugin       | Nathalie Schneitter | Jacqueline Mariacher | Mélanie Pugin     |
| 5 | 17 juillet   | Clermont-Ferrand | Mélanie Pugin       | Sofia Wiedenroth    | Nathalie Schneitter  | Mélanie Pugin     |
| 6 | 18 juillet   | Clermont-Ferrand | Nathalie Schneitter | Laura Charles       | Mélanie Pugin        | Mélanie Pugin     |
| 7 | 24 septembre | Gérone           | Sandra Santanyes    | Malene Degn         | Josefina Casadey     | Mélanie Pugin     |
| 8 | 25 septembre | Gérone           | Sandra Santanyes    | Josefina Casadey    | Ares Masip Ibañez    | Mélanie Pugin     |
| 9 | 16 octobre   | Barcelone        | Laura Charles       | Kathrin Stirnemann  | Mélanie Pugin        | Mélanie Pugin     |

| Pos | Cycliste            | Pts |
| --- | ------------------- | --- |
| 1.  | Mélanie Pugin       | 133 |
| 2.  | Nathalie Schneitter | 86  |
| 3.  | Sofia Wiedenroth    | 83  |
| 4.  | Karen Pepper        | 77  |
| 5.  | Kathrin Stirnemann  | 67  |